# Lãnh địa của Pindus

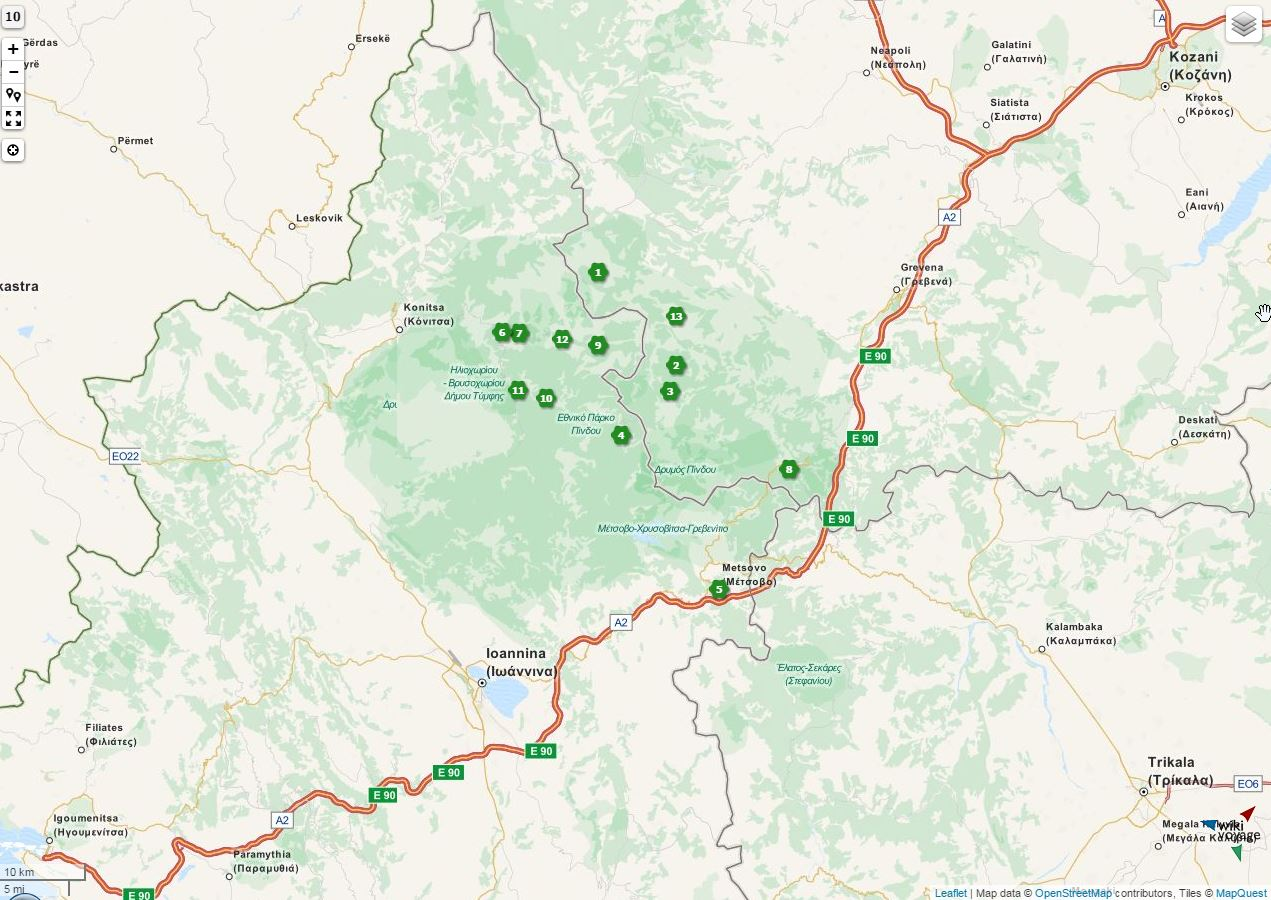
Các làng Vlach ở Pindos, nơi các thị trưởng và đại diện đã ký một lá thư ngày 27 tháng 7 năm 1917 cho thủ tướng Rumani Ion C. Brătianu

Cái tên Thân vương quốc Pindos (tiếng Hy Lạp: Πριγκιπάτο της Πίνδου; tiếng Ý: Principato del Pindo) là một thuật ngữ được sử dụng trong văn học để mô tả nỗ lực tạo ra một bang tự trị dưới sự bảo vệ của Ý vào cuối Thế chiến I, vào tháng 7 và tháng 8 năm 1917, từ dân số Samarina nói tiếng Vlach và các làng khác của vùng núi Pindus ở miền bắc Hy Lạp thời kỳ chiếm đóng ngắn ngủi của Ý thuộc quận Gjirokastra và các vùng Epirus. Nỗ lực không thành công và không có thể chế nào được hình thành. Một tuyên bố đã được đưa ra sau khi quân đội Ý đến Samarina. Trong cuộc rút quân ngay lập tức của người Ý vài ngày sau đó, quân đội Hy Lạp đã xuất hiện mà không gặp phải sự kháng cự nào.
Kể từ đó, không có bất kỳ hoạt động tương tự nào được đề cập cho đến năm 1941-2 khi lãnh thổ của Hy Lạp bị Ý, Đức và Bulgaria chiếm đóng trong Thế chiến II. Vào thời điểm đó, Alcescentdes Diamandi, một Vlach từ Samarina, người cũng tham gia vào các sự kiện năm 1917, đã hoạt động với một tổ chức được gọi trong văn học sau này với tên Vlach là "Quân đoàn La Mã" (lúc đó được gọi là "Quân đoàn" hoặc "Quân đoàn Roma"). Là một phần trong hoạt động của quân đoàn ở các khu vực chủ yếu xung quanh Tiệp Khắc (và Epirus, Tây Macedonia), nó được đề cập như một ý định của Diamandi để tạo ra một thực thể bán độc lập với tên gọi "Thân vương quốc Pindus" hay "Bang Độc lập Pindos" hoặc "Canton". "Quân đoàn" không bao giờ có thể khẳng định được vị thế của mình đối với các Vlach mà họ được xem là đại diện, cũng như đối với người dân địa phương cho đến khi nó tan rã vào năm 1943 do hoạt động của Kháng chiến Hy Lạp và sự đầu hàng của Ý, khiến họ không có sự hỗ trợ thực sự từ Bộ chỉ huy Đức. Trong các nguồn khác, không có tên nào được gán cho các sự kiện năm 1917 ở Pindus.